# Musigati
Musigati este un oraș din Burundi. Este reședința comunei omonime din provincia Bubanza.